# Porno Ralle
Porno Ralle (eigentlich Ralf Dormann; * 24. Februar 1959 in Castrop-Rauxel, Deutschland; † ca. 2022) war ein deutscher Pornodarsteller.

## Leben und Werdegang
Als Sohn eines Betriebsleiters und einer Hausfrau wuchs Dormann in Castrop-Rauxel auf und besuchte dort die Max-Born-Realschule. Von 1976 bis 1979 absolvierte er eine Ausbildung zum Industriemechaniker. Ab 1980 arbeitete er in einer Stahlfirma in Dortmund als Schlosser. Gleichzeitig ließ er sich dreieinhalb Jahre per Abendschule zum Industriemeister (Meisterbrief) ausbilden.
Durch eine Beziehung mit einer Pornodarstellerin kam er 1985 in die Pornobranche. Noch in demselben Jahr arbeitete er für die Filmproduzentin Teresa Orlowski. Es folgten Darstellerarbeiten bei den Firmen Marc Dorcel, Hans Moser, Dolly Buster, Videorama, MMV, Goldlight Film, Carol Lynn und Orion.
Ab 1988 trat er als selbstständiger Produzent in der Branche auf. In den folgenden zwei Jahrzehnten produzierte er zahlreiche Pornofilme für deutsche Firmen. Produktionsaufenthalte in Jamaika und der Türkei waren ebenfalls in seinen Arbeiten enthalten. Zudem ist er der Erfinder der Reality-Serie Straßenflirt der Produktionsgesellschaft Magmafilm. Dormann war von 2000 bis 2006 Gast in Talkshows wie Arabella, Vera am Mittag, Hans Meiser und Wa(h)re Liebe.
Nach wirtschaftlichen Schwierigkeiten nahm Dormann seit 2008 wieder Darstellerjobs an, bei denen er den Regisseur Allegro Swing kennenlernte. Drei Wochen später engagierte ihn Swing für einen 5-Tages- und Nachtdreh live bei der Venus-Messe in Berlin. Der so entstandene mehrteilige Film Porno Ralle auf mieser Tour (Moderation mit Angie Katze) wurde bei Blue Movie ausgestrahlt. 2011 setzte sich die Zusammenarbeit mit dem Trash-Film Hangover XXX fort, weitere Darsteller waren Conny Dachs, Horst Baron und Markus Waxenegger.
Im Jahre 2016 wurde Dormann wegen Steuerhinterziehung inhaftiert. Im Februar 2017 wurde er auf Bewährung entlassen. Auflagen waren u. a. 100 Sozialstunden, die er in einer kirchlichen Einrichtung ableistete.
Laut Egon Kowalski, ebenfalls Pornodarsteller und laut eigener Aussage mit Dormann befreundet, verstarb dieser etwa 2022.
Dormann war Vater von vier Kindern, darunter der Big-Brother-Teilnehmer „Porno Klaus“.

## Auszeichnungen
- 2006: Eroticline Award (Special Award) für sein Lebenswerk

## Filmografie
- Sex Reporter Baby Pimperlos (1985)
- Straßen Flirt (1986)
- Das große Fressen (2005)
- Haremswächterin (2006)
- Unsere kleine geile Firma (2010)
- Porno Ralle auf mieser Tour (2011)
- Hangover XXX – Ein total irrer Trip (2013) (Spielfilm)[3]
- Hangover X – zum Ersten (2013)
- Hangover X – zum Zweiten (2014)
- Hangover X – zum Dritten (2015)
- Escort Girls (2018)
- Büro Dormann (2019)
- Penner Glück (2020)